# Úpor (Lučina)
Osada Úpor (německy Anger) stávala při cestě od Novosedel na Lučiny, nedaleko odbočky na Švarcavu. Po administrativní stránce spadala pod Lučinu (Grafenried), od roku 1952 byla osadou obce Nemanice v okrese Domažlice. Místem, kde osada stála, vede odbočka z cyklotrasy 36 ke státním hranicím.

## Historie
Osada je poprvé zmiňována k roku 1619, kdy ještě stála v Bavorsku, a to v souvislosti se založením sklárny v Dolním Úporu. Teprve po úpravě hranic v roce 1764 připadla do Čech. V letech 1764–1822 byl v Úporu celní úřad. Vesnici postihl po druhé světové válce odsun německého obyvatelstva. Po odsunu sice došlo k částečnému dosídlení, ale v padesátých letech dvacátého století po zřízení hraničního pásma byl Úpor definitivně vysídlen a v letech 1960–1965 srovnán se zemí. Zbytky budov (povětšinou základy) jsou zarostlé křovisky. Jedinou připomínkou osady je litinový křížek, obnovený v 90. letech 20. století.

## Obyvatelstvo
Sommerova topografie z roku 1839 popisuje ve vsi 34 domů a 376 obyvatel. Při sčítání lidu v roce 1921 zde žilo 243 obyvatel, z toho dva Čechoslováci, 236 obyvatel německé národnosti a pět cizozemců. K římskokatolické církvi se hlásilo všech 243 obyvatel. Při sčítání lidu v roce 1930 se uvádí 194 obyvatel, z toho 186 obyvatel německé národnosti a osm cizozemců.
| Rok            | 1869 | 1880 | 1890 | 1900 | 1910 | 1921 | 1930 | 1950 | 1961 | 1970 | 1980 | 1991 | 2001 | 2011 |
| -------------- | ---- | ---- | ---- | ---- | ---- | ---- | ---- | ---- | ---- | ---- | ---- | ---- | ---- | ---- |
| Počet obyvatel | 317  | 283  | 274  | 282  | 286  | 243  | 194  | –    | –    | –    | –    | –    | –    | –    |
| Počet domů     | 36   | 36   | 35   | 38   | 36   | 36   | 37   | –    | –    | –    | –    | –    | –    | –    |

## Bývalé osady Úporu
- Dolní Úpor (Unter Anger)
- Dietlův Dvůr (Dietlhof)
- Oslí Domky (Eselhäuser)
- Jiříkův Dvůr (Schickenhof)
- Úpor